# Площа Миру (Конотоп)
Площа Миру — головна площа сучасного міста Конотоп Сумської області.

## Історія
Як частина Проспекту Миру площа відома з XIX століття.

## Пам'ятка архітектури
За адресою площа Миру, 4 розташована пам'ятка архітектури Кінотеатр «Мир».